# Martín García (director de orquesta)
Martín García (Montevideo, 25 de agosto de 1976) es un director de orquesta de Uruguay. En 2016 y 2017 fue director artístico y musical de la Orquesta Sinfónica del Sodre. Desde enero de 2022 es director de la Orquesta Filarmónica de Montevideo.

## Biografía
Se inició profesionalmente a los 21 años dirigiendo la Orquesta Filarmónica de Montevideo. 
Desde 2010 fue director Musical Ballet Nacional del SODRE. Se estrenó en esa función con El lago de los cisnes en noviembre de ese año y desde entonces actuó como director en todas las producciones de ballet. En esta función, dirigió varios de los principales títulos del repertorio, entre otros: La viuda alegre, El cascanueces, Theme and Variations, Romeo y Julieta, La bayadera, Coppélia y La sílfide, entre otros colaborando con eminentes coreógrafos como Natalia Makarova, Anna Marie Holmes, Ronald Hynd y Raúl Candal. 
Fue director Artístico Musical de la Orquesta Sinfónica del SODRE (Uruguay) desde enero de 2016 hasta diciembre de 2017. Allí programó un ciclo con obras sinfónicas de Robert Schumann, incluyendo el estreno en Uruguay del oratorio El paraíso y la peri, dirigiendo además los festejos por el 85.º Aniversario de la orquesta, las óperas La Traviata y La italiana en Argel, varias producciones de ballet, y una gran cantidad de conciertos, algunos de los cuales fueron transmitidos en directo por televisión. Sus actividades al frente de la orquesta incluyeron la primera gira nacional del elenco en casi una década. Presentó su renuncia al cargo en septiembre de 2017, permaneciendo en funciones hasta fines de ese año. En 2020 volvió a dirigir la Orquesta Sinfónica del SODRE luego de tres años.
Dirigió, entre otras, la Orquesta Sinfónica del Gran Teatro del Liceo (Barcelona), la Sinfónica de Porto Alegre y la OSESP en Brasil, las sinfónicas de Santa Fe, Mendoza, Rosario y Neuquén en Argentina; la Filarmónica de Járkov en Ucrania; la Orquesta Festival de Sofía en Italia. Ha colaborado permanentemente como director invitado con la Orquesta Filarmónica de Montevideo y la Orquesta Sinfónica del SODRE en Uruguay. Dirigió además las bandas sinfónicas de Montevideo y Córdoba.
Dirigió producciones de ballet en el Gran Teatro del Liceo de Barcelona y en los Teatros del Canal de Madrid.
Trabajó junto a solistas como Homero Francesch, Nelson Freire, Vladimir Feltsman y Jean-Louis Steuerman.
En 2017 dirigió el concierto por el centenario del tango La Cumparsita en el Auditorio Nacional del Sodre en Montevideo y en la Iglesia de la Trinidad de Nueva York, colaborando con el bandoneonista uruguayo Raul Jaurena.
En el año 2000 García fundó la Orquesta y Coro 'Esterházy', dedicados principalmente a la música del siglo XVIII.
En 2003 obtuvo su máster en Dirección Orquestal en la Universidad del Norte de Colorado, en EE. UU., con Russell Guyver, luego de finalizar su Licenciatura en la Escuela Universitaria de Música (Universidad de la República), en Uruguay, con Federico García Vigil. Estudió también en la Accademia Chigiana con Gianluigi Gelmetti.
Grabó junto al guitarrista uruguayo Eduardo Fernández y la Orquesta Filarmónica de Montevideo el CD Nuestros Compositores II, consistente en obras uruguayas contemporáneas para guitarra y orquesta.
Es profesor adjunto de dirección orquestal en la Escuela Universitaria de Música en Montevideo desde 2009.
Desde 2022 es Director Musical y Artístico de la Orquesta Filarmónica de Montevideo.

## Premios y reconocimientos
En 2004 ganó el Segundo Premio en el Concurso Internacional de Directores Vakhtang Jordania, realizado en Járkov, Ucrania. Bajo su dirección, la Orquesta Sinfónica de la Universidad del Norte de Colorado fue premiada como mejor orquesta universitaria de EE. UU. por la Revista Down Beat en 2003.
A finales de 2010, Martín García es distinguido por la Fundación Lolita Rubial con el Premio Morosoli.
En 2014, en el marco de los festejos por los diez años de su reapertura, el Teatro Solís de Montevideo lo distinguió junto a otras figuras destacadas de la actividad artística uruguaya.

## Composiciones estrenadas
Dos piezas breves para guitarra "Moderato" y "No muy lento".

## Enlaces de interés
Sitio web Orquesta Filarmónica de Montevideo: https://orquestafilarmonica.montevideo.gub.uy
Sitio web Teatro Solis: https://www.teatrosolis.org.uy/home
Sitio web Sodre: http://www.sodre.gub.uy
Sitio web de la Escuela Universitaria de Música: http://www.eumus.edu.uy
Tráiler documental "Debutantes": https://www.youtube.com/watch?v=-cDaSGR9d7k